# 巴拉那伊巴河
巴拉那伊巴河（Río Paranaíba）是一条巴西河流，其源头位于米纳斯吉拉斯州里奧帕拉納伊巴的馬塔達柯達山脉（Mata da Corda mountains），其海拔是1,148米；此山脈的另一面是圣弗朗西斯科河支流阿巴埃特河的源头。
巴拉那伊巴河全长大约是 1,000（620英里），其间汇集8条相当大的支流，再与格蘭德河会合。在与格兰德河的交界处，两者形成巴拉那河，交界处还标志着圣保罗州、米纳斯吉拉斯州和南马托格罗索州的边界点。